# Carter County (Montana)

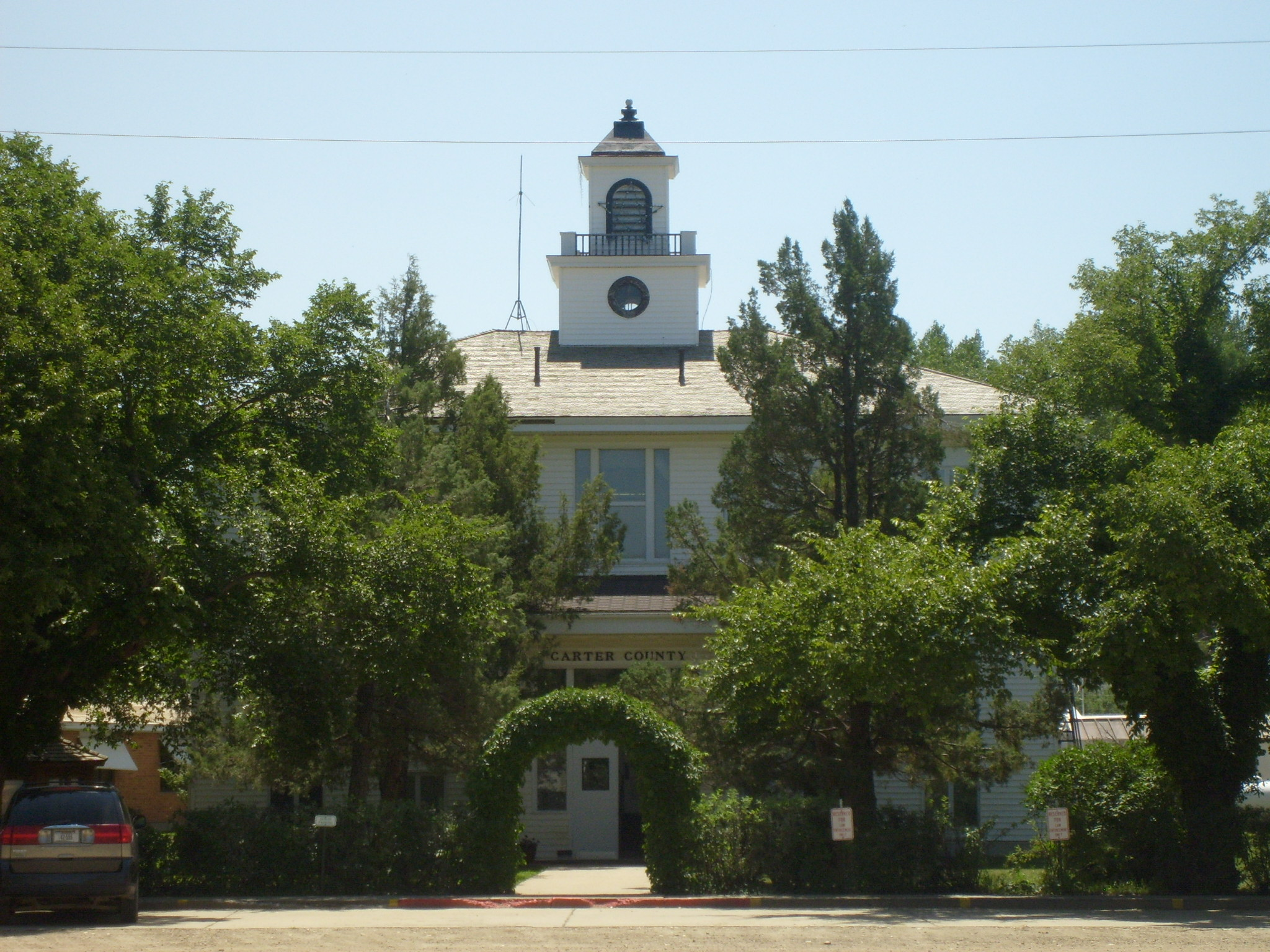
Carter County Courthouse

Carter County is een county in het zuidoosten van de Amerikaanse staat Montana. De hoofdplaats is Ekalaka.
De county is vernoemd naar Thomas Henry Carter, die eind 19e, begin 20e eeuw namens Montana lid was van de Amerikaanse Senaat. Het gebied heeft een landoppervlakte van 8.649 km² en telt 1.360 inwoners (volkstelling 2000).

## Plaatsen

### Steden
- Ekalaka

### Unincorporated communities
- Alzada
- Boyes
- Hammond